# Jigme Ugyen Wangchuck
Jigme Ugyen Wangchuck, né le 19 mars 2020 est le deuxième enfant du roi Jigme Khesar Namgyel Wangchuck du Bhoutan et de son épouse, la reine Jetsun Pema. Il est la deuxième ligne du trône après son frère le prince héritier Jigme Namgyel Wangchuck. 
Le 17 décembre 2019, il a été signalé que le roi et la reine attendaient leur deuxième enfant, qui devait naître au printemps 2020. Le 30 juin 2020, la famille royale a annoncé que le deuxième bébé s'appelait Jigme Ugyen Wangchuck et serait connu sous le nom de Son Altesse Royale Gyalsey Ugyen Wangchuck.